# پل فورل
پل فورل (انگلیسی: Paul Forell; ۱۴ ژانویهٔ ۱۸۹۲ – ۳ اوت ۱۹۵۹) بازیکن فوتبال اهل آلمان بود.
از باشگاه‌هایی که در آن بازی کرده‌است می‌توان به اشاره کرد.
وی همچنین در تیم ملی فوتبال آلمان بازی کرده‌است.